# Аргентинци
Аргентинци (шп. Argentinos) су јужноамерички народ који је развио своју националну свест након независности Аргентине у 19. веку.
Представљају један од ретких латиноамеричких народа који готово у потпуности белци. Разлог томе је нагли прилив шпанских и италијанских имиграната у 19. веку, који су апсорбовали дотадашње већинско становништво - потомке првих шпанских колониста, Индијанаца и местика.
Након њих су у нову аргентинску нацију апсорбоване масе осталих европских досељеника, којима су се у 20. веку придружили досељеници с Блиског истока и источне Азије, па су Аргентинци по својој хетерогеној структури доста слични већинским народима Северне Америке.
Аргентинци говоре шпанским језиком и по вери су углавном католици, мада је доста раширен и протестантизам, поготово у крајевима које су населили имигранти из северне и западне Европе.